# مکس‌لاینیر
مکس‌لاینیر (انگلیسی: MaxLinear) شرکت فناوری اطلاعات آمریکایی است، که در سال ۲۰۰۳ تأسیس شد.